# Running Up That Hill (песня Within Temptation)
«Running Up That Hill» — сингл симфоник-метал-группы Within Temptation, изданный в 2003 году, кавер-версия одноимённой песни Кейт Буш 1985 года.

## История
Вокалистка Within Temptation Шарон ден Адель поделилась историей кавер-версии в одном из интервью: «Сначала мы хотели записать другую композицию Кейт Буш… потому что люди часто сравнивают меня с ней из-за схожести типа голоса. „Running Up That Hill“ пришла на ум, и мы поняли, что это именно наше звучание…»

## Видео
Сюжет видео разворачивается в старинном замке. В начале клипа Шарон ден Адель изображает ангела, молящегося у алтаря. Неизвестные мужчина и женщина подъезжают к замку и видят статую ангела, на глазах которой белая повязка, такая же, как у Шарон. Далее Шарон в красном платье и с повязкой на глазах вместе с группой играют концерт внутри замка. Снаружи статуя ангела превращается в другую Шарон, в белом платье. Ангел приближается к сцене, и две сущности Шарон сливаются на сцене на какое-то время, затем ангел вновь отправляется к алтарю. После исполнения песни Шарон останавливается, чтобы поднять светящееся белое перо, и её взгляд падает на статую ангела.

## Список композиций
Издание 2003 года
CD:
1. «Running Up That Hill»
2. «Running Up That Hill (Live at the Edison Awards 2003, Амстердам)»
3. «Mother Earth (Recording Radio 2, Metropole Orchestra)» (Бонус)

DVD:
1. «Running Up That Hill»
2. «Running Up That Hill (Live at the Edison Awards 2003, Амстердам)»
3. «Making Of The Video: Running Up That Hill»
4. «Backstage: The European Tour 2003»
5. «Photo Gallery»

Издание 2004 года
CD:
1. «Running Up That Hill»
2. «Running Up That Hill (Live at the Edison Awards 2003, Амстердам)»
3. «Deceiver Of Fools (Live At Lowlands 2002)»
4. «Caged (Live At Lowlands 2002) (Bonus track)»
5. «Never Ending Story (Live At Lowlands 2002) (Бонус)»

DVD:
1. «Running Up That Hill»
2. «Running Up That Hill (Live at the Edison Awards 2003, Амстердам)»
3. «Ice Queen (Live at Lowlands)»
4. «Making Of The Video: Running Up That Hill»
5. «Backstage: The European Tour 2003»
6. «Фотогалерея»

## Чарты
| Чарт (2003)                      | #  |
| -------------------------------- | -- |
| Dutch Singles Chart              | 7  |
| Dutch Top 40                     | 13 |
| Belgium (Flanders) Singles Chart | 48 |

| Чарт (2004)            | #  |
| ---------------------- | -- |
| German Singles Chart   | 13 |
| Austrian Singles Chart | 37 |
| Swiss Singles Chart    | 83 |